# قیف جداکننده

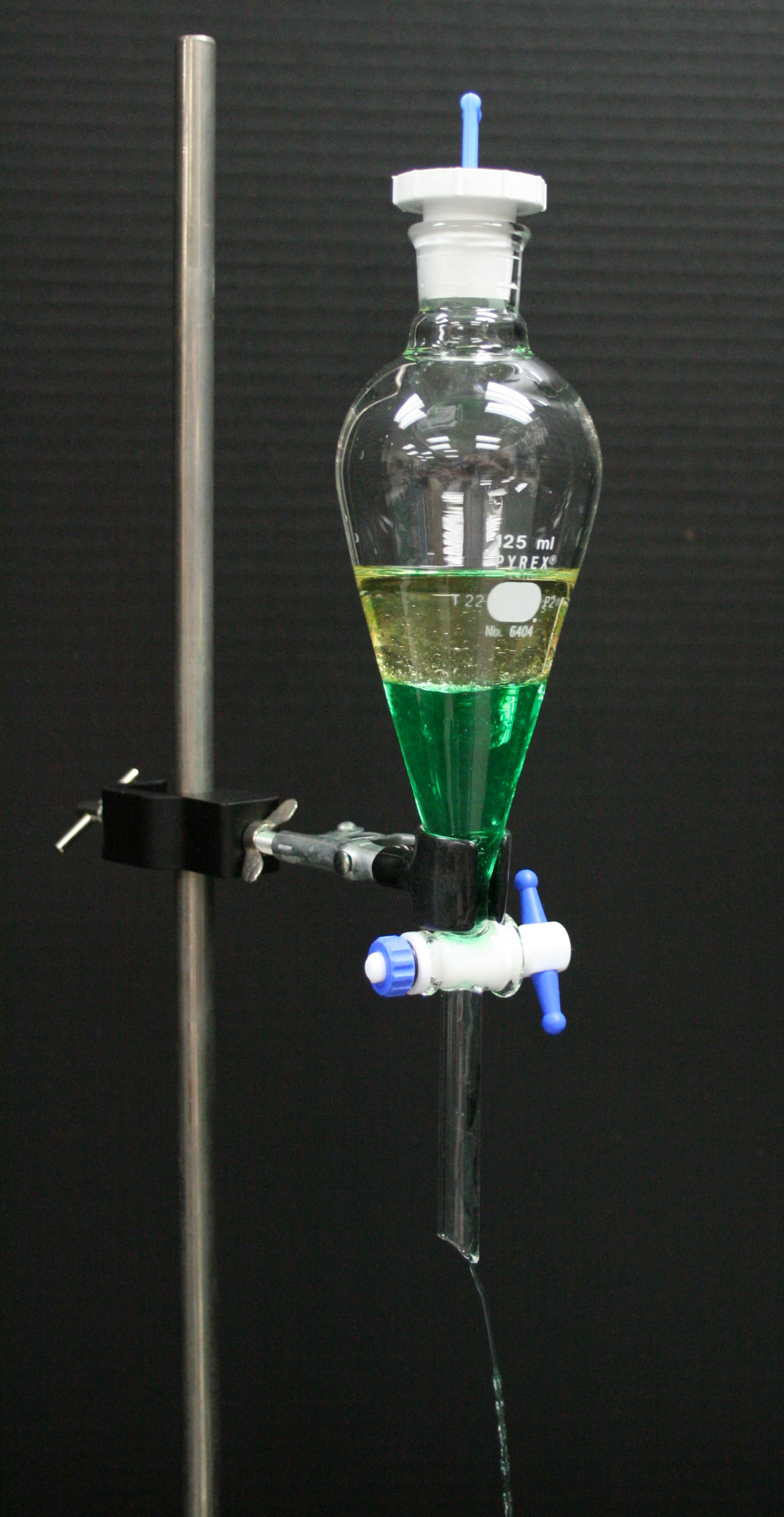
سازنده: دکانتهیک قیف جداکننده که در حال جداکردن روغن (بالا) و آب رنگی (پایین) از هم است.

قیف دکانتور یا قیف جداکننده (به انگلیسی: Separatory funnel) یا قیف دکانته یکی از ابزار آزمایشگاهی است که مایعات را بر اساس چگالی از هم جدا می‌کند، شرط انجام این کار چند فازی بودن مایعات است؛ یعنی دو مایع با هم ترکیب نشوند، یا به عبارتی دیگر دو مایع باید مخلوط باشند. آب و نفت مثالی از این نوع محیط است، مثلاً اگر مخلوط روغن و آب را در مخزن این دستگاه بریزیم بر حسب چگالی مواد در داخل این ظرف تفکیک می‌شود. اگر شیر زیر ظرف را باز کنیم مایعی که دارای چگالی بالاست در زیر قرار گرفته و از دستگاه خارج می‌گردد تا اینکه به مرز جدایی مایعات (روغن و آب) برسد، در چنین حالتی شیر را می‌بندیم و دستگاه با موفقیت دو مایع مخلوط را از هم جدا می‌کند. به منظور یاد بود از سازندهٔ این اثر (دکانته) نام او را برای این اثر گذاشته‌اند.